# 百特国际
百特国际（英語：Baxter International Inc.）是一家美国医疗器械公司。主要生产治疗血友病，肾病变药物和静脉注射器材。

## 历史
1931年在美国伊利诺伊州成立，1933年在格伦维尤 (伊利诺伊州)开建第一家生产工厂，1950年在密西西比州克里夫兰开建第二家工厂。1954年在比利时设立第一家海外办事处，1961年在纽约证券交易所挂牌上市。1971年入选财富美国500强名单。
2019 年 12 月，该公司宣布将以 3.5 亿美元从赛诺菲手中收购 Seprafilm。
2021 年 9 月，百特宣布将以每股 156 美元的价格收购上市公司 Hillrom。 该交易预计要到 2022 年初才能完成。